# Henri de Prusse (1747-1767)
Pour les articles homonymes, voir Henri de Prusse.
Frederic Henri Charles, prince de Prusse (allemand : Friedrich Heinrich Karl 30 décembre 1747 – 26 mai 1767) est le deuxième fils du Prince Auguste Guillaume, le frère de Frédéric le Grand. Son frère aîné est Frédéric-Guillaume II de Prusse.

## Biographie
Au début de sa vie, le prince reçoit plusieurs promotions et distinctions militaires : le 16 janvier 1748, il est membre de l'Ordre de l'Aigle noir. À la suite du décès de son père, il devient chef du 2e régiment de cuirassiers le 8 décembre 1758. Le 20 septembre 1764, il devient le capitaine et commandant de la compagnie du 1er bataillon des Gardes du Corps. En septembre plus tard cette année, il est élevé au grade de commandant, et le 26 avril 1767, il est fait Major-général par Frédéric II.
À l'âge de 17 ans, le colonel Hans von Blumenthal, commandant des Gardes du Corps, devient le gouverneur du prince. En conséquence, lui et son frère Frédéric Guillaume passent beaucoup de temps avec le colonel à Paretz.
Le prince Henri est un jeune et prometteur capitaine dans les gardes et de son oncle, le roi a de grands espoirs pour lui. Toutefois, en mai 1767, il est à la tête de ses cuirassiers de l'escadron à Berlin pour un défilé, il s'arrête brutalement pendant la revue. Atteint de la variole il meurt le 26.